# Smilax microphylla
Smilax microphylla är en enhjärtbladig växtart som beskrevs av Charles Henry Wright. Smilax microphylla ingår i släktet Smilax och familjen Smilacaceae. Inga underarter finns listade.